# Perdita macrostoma
Perdita macrostoma är en biart som beskrevs av Cockerell 1922. Perdita macrostoma ingår i släktet Perdita och familjen grävbin. Inga underarter finns listade i Catalogue of Life.